# Niekraszewicze
Niekraszewicze (biał. Некрашэвічы, Niekraszewiczy; ros. Некрашевичи, Niekraszewiczi) – wieś na Białorusi, w obwodzie grodzieńskim, w rejonie korelickim, w sielsowiecie Turzec.

## Historia
W XIX i w początkach XX w. położone były w Rosji, w guberni mińskiej, w powiecie nowogródzkim. 
W dwudziestoleciu międzywojennym leżały w Polsce, w województwie nowogródzkim, w powiecie stołpeckim, w gminie Żuchowicze. W 1921 miejscowość liczyła 543 mieszkańców, zamieszkałych w 101 budynkach, w tym 411 Polaków i 132 Białorusinów. 540 mieszkańców było wyznania prawosławnego i 3 rzymskokatolickiego.
Po II wojnie światowej w granicach Związku Sowieckiego. Od 1991 w niepodległej Białorusi.

## Ludzie związani z miejscowością
- Uładzimir Makiej – minister spraw zagranicznych Białorusi; urodzony w Niekraszewiczach
- Uładzimir Pałujan – minister podatków i opłat Białorusi; urodzony w Niekraszewiczach